# Taça de Portugal de 1939–40
A Taça de Portugal de 1939/1940 foi a 2ª edição da Taça de Portugal, ganha pelo Benfica.

## Oitavos-de-final
| Vencedor      | 1ª mão | 2ª mão | Vencido     |
| ------------- | ------ | ------ | ----------- |
| Boavista      | 1–5    | 5–0    | Académica   |
| Carcavelinhos | 1–5    | 5–0    | V. Setúbal  |
| Belenenses    | 7–0    | 6–0    | Sp. Covilhã |
| FC Porto      | 12–1   | 10–3   | Leixões     |
| Barreirense   | 1–0    | 3–1    | Académico   |
| Benfica       | 9–0    | 2–1    | Casa Pia    |
| Sporting      | 6–0    | 9–0    | Farense     |

## Quartos-de-final
| Vencedor    | 1ª mão | 2ª mão | Vencido       |
| ----------- | ------ | ------ | ------------- |
| Belenenses  | 4–1    | 1–3    | Sporting      |
| Barreirense | 3–2    | 5–0    | Marítimo      |
| FC Porto    | 7–0    | 6–0    | Boavista      |
| Benfica     | 6–1    | 2–1    | Carcavelinhos |

## Meias-finais
| Vencedor   | 1ª mão | 2ª mão | Play-off | Vencido     |
| ---------- | ------ | ------ | -------- | ----------- |
| Belenenses | 1–1    | 4–4    | 2–0      | FC Porto    |
| Benfica    | 5–2    | 2–1    | —        | Barreirense |

## Final
| 7 de julho de 1940 | Benfica                                                            | 3 – 1 | Belenenses         | Campo do Lumiar, Lisboa |
|                    | Francisco Rodrigues 15' · Alfredo Valadas 34' · Espírito Santo 65' |       | Rafael Correia 78' | Árbitro: Santos Palma   |